# Strada statale 130 Iglesiente
La strada statale 130 Iglesiente (SS 130) è una strada statale italiana in Sardegna, collega il capoluogo sardo con Iglesias.

## Caratteristiche
Il suo tracciato è quasi interamente a due corsie per senso di marcia, con le carreggiate separate da spartitraffico.
È classificata strada extraurbana secondaria.

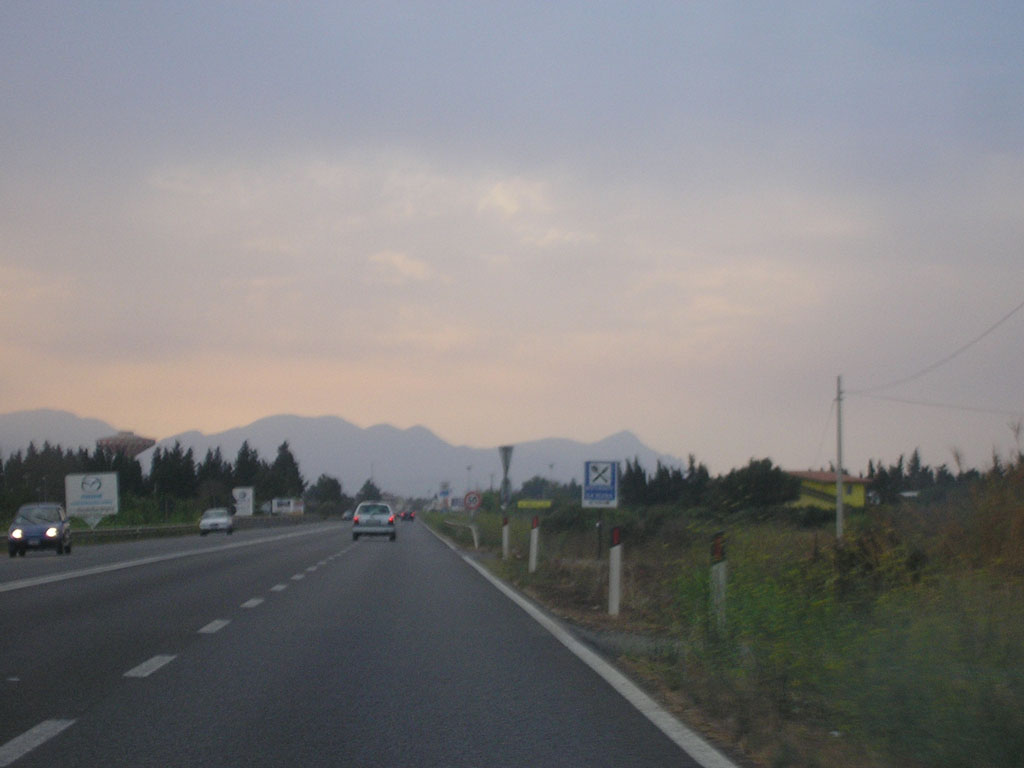
La SS 130 tra Assemini e Decimomannu, in direzione Iglesias, prima che venisse montato il guardrail centrale

## Percorso
Inizia a Cagliari in viale Elmas, e scorre per i primi chilometri in direzione nord, passando a fianco all'aeroporto di Cagliari-Elmas (che la strada collega a Cagliari e al resto dell'isola); prosegue quindi deviando verso ovest e scorre a fianco dei seguenti centri, che sono raggiungibili tramite uscite: Assemini, Decimomannu, Villaspeciosa, Siliqua e Domusnovas.
Termina di essere una strada a due corsie per senso di marcia poco prima dell'abitato di Iglesias, che è raggiungibile tramite una via secondaria. L'ultimo tratto, su strada normale, termina immettendosi sulla strada statale 126 Sud Occidentale Sarda, a sud della stessa Iglesias.

## Tracciato

### Da Decimomannu a Iglesias
| Iglesiente |                                              |      |           |
| Tipo       | Indicazione                                  | km   | Provincia |
|            | Villasor Decimomannu                         | 13,5 | CA        |
|            | Decimoputzu, Uta, Villaspeciosa              | 15,8 | CA        |
|            | Vallermosa, Siliqua Castello Acquafredda     | 27,2 | CA        |
|            | Siliqua                                      | 29,7 | CA        |
|            | Vallermosa, Villamassargia                   | 32,7 | CA        |
|            | Musei                                        | 36,3 | CA        |
|            | Domusnovas, Musei                            | 40,2 | CI        |
|            | Carbonia, Villamassargia Grotta San Giovanni | 41,5 | CI        |
|            | Domusnovas                                   | 42,7 | CI        |
|            | Inversione di marcia                         | 44,6 | CI        |
|            | Inversione di marcia                         | 46,3 | CI        |
|            | Iglesias                                     | 47,3 | CI        |

## Infrastrutture

### Gallerie
| Iglesiente |          |           |      |      |           |
| Nome       | Tipo     | Lunghezza | km   | km   | Provincia |
| Cruccueddu | naturale | 470 m     | 50,0 | 50,5 | CI        |

### Viadotti
| Iglesiente         |           |      |      |           |
| Nome               | Lunghezza | km   | km   | Provincia |
|                    | 60 m      | 16,4 | 16,5 | CA        |
|                    | 220 m     | 16,8 | 17,1 | CA        |
|                    | 60 m      | 19,9 | 46,5 | CA        |
| Rio Spinosu        | 25 m      | 20,3 | 20,4 | CA        |
|                    | 25 m      | 22,0 | 22,1 | CA        |
| Rio Ollistincu     | ~ 80 m    | 33,0 | 33,1 | CA        |
| Rio Predi          | 70 m      | 37,8 | 38,0 | CI        |
| Rio de su Terrazzu | 201 m     | 39,6 | 39,9 | CI        |
|                    | ~ 95 m    | 40,9 | 41,1 | CI        |
| Rio S. Giovanni    | 123 m     | 43,6 | 43,8 | CI        |
| Rio S. Arriali     | 150 m     | 48,2 | 48,4 | CI        |

## Varianti

### Strada statale 130 dir Iglesiente
La strada statale 130 dir Iglesiente (SS 130 dir) è una strada statale italiana. La sua funzione è quella di realizzare un collegamento tra la strada statale 130 Iglesiente (Decimomannu) e la strada statale 131 Carlo Felice (Monastir).
Ha origine appunto a Decimomannu e si snoda verso nord attraversando solamente San Sperate; termina infine a Monastir, immettendosi sulla Carlo Felice.

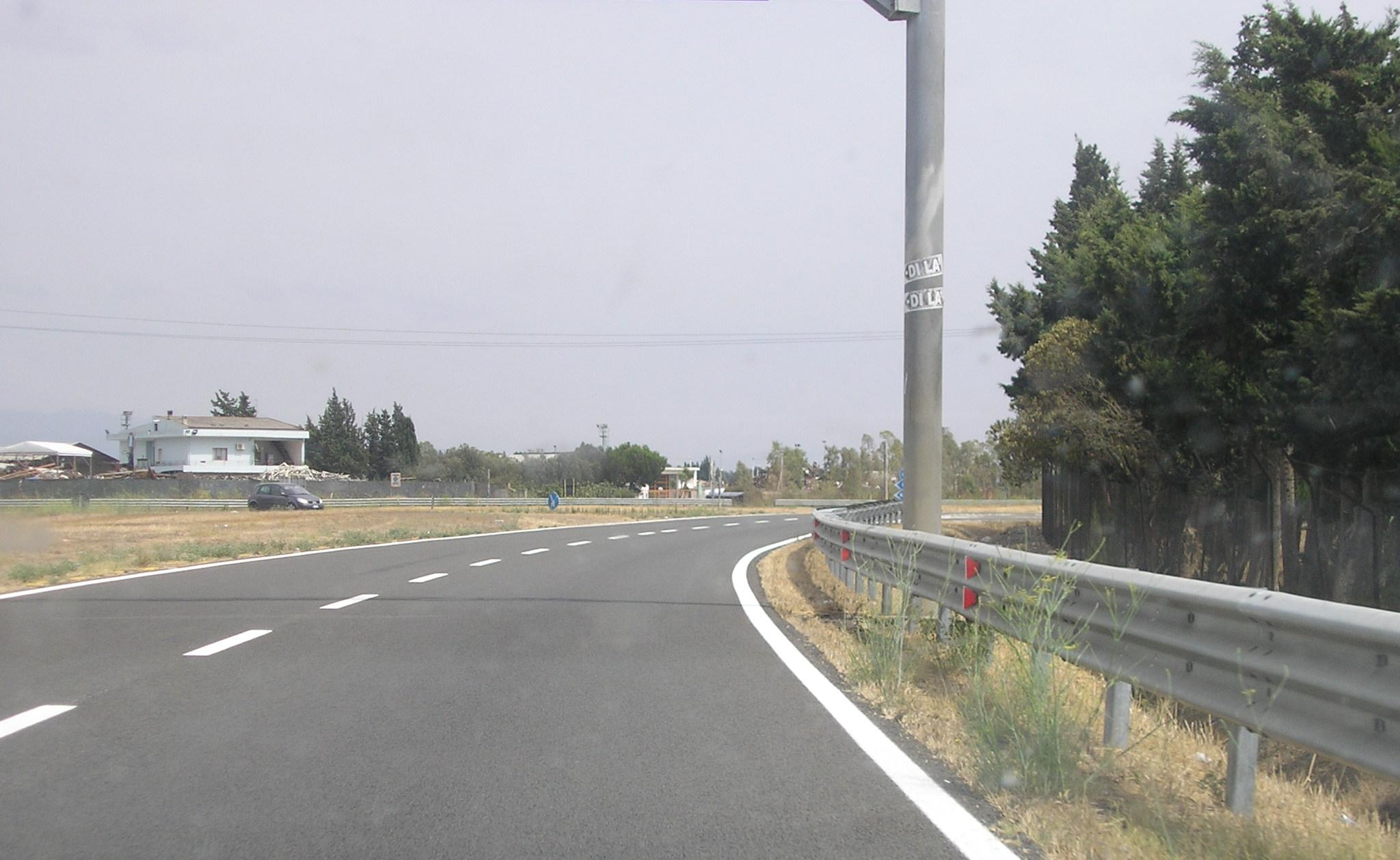
L'incrocio tra la SS 130 dir e la SS 130 visto da quest'ultima, in direzione Cagliari

### Nuova strada Anas 372 - ex SS 130 (Variante di Musei)
Si tratta di un itinerario lungo 3,11 km scorporato e consegnato alla ex provincia di Cagliari, dal km 36,120 al km 39,230.